# Музическу, Гавриил Вакулович

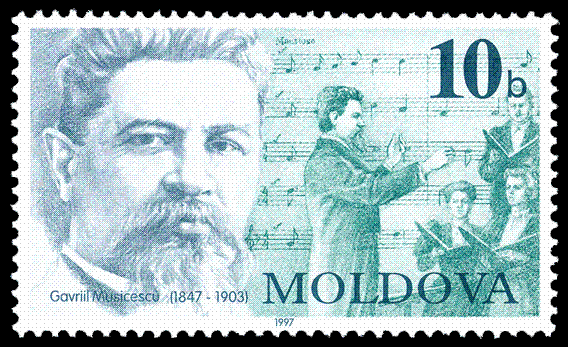
Почтовая марка Молдовы, 1997 год

Гавриил Вакулович Музическу (Музыченко; 20 марта 1847, Измаил, Бессарабская область — 8 декабря 1903, Яссы) — русский и румынский композитор и хормейстер, музыковед, педагог, музыкально-общественный деятель украинского происхождения.
В Молдавии считается национальным молдавским композитором, несмотря на то, что он никогда не работал на территории современной Республики Молдова.

## Биография
Гавриил Музическу родился в Измаиле (ныне Одесская область Украины). В 1856 году после Крымской войны город отошёл к Молдавскому княжеству.
В 1866 году закончил Ясскую консерваторию и некоторое время преподавал музыку и дирижировал хором в родном Измаиле.
В 1871—1872 годах работал в Придворной певческой капелле и стажировался в консерватории в Санкт-Петербурге. По возвращении из Петербурга поселился в Яссах. В 1872—1903 годах работал в консерватории в должности профессора. Стал директором консерватории незадолго до смерти. В Яссах Музическу дирижировал митрополичьим хором (1876—1903). Благодаря его деятельности хор стал крупным исполнительским коллективом.
Дочь Гавриила Музическу — пианистка и музыкальный педагог Флорика Музическу.
Музическу являлся автором фортепианных переложений народных мелодий; он гармонизовал и перевёл на современную нотацию старинные церковные песнопения. Его музыкальное наследие разнообразно — хоры, романсы, обработка народных мелодий, музыковедческие статьи. Музическу осуществлял адаптацию молдавских народных песен для хорового исполнения. Произведения Музическу исполняются хоровой капеллой «Дойна».
Похоронен на кладбище «Вечность» в Яссах.

## Наследие
- Имя Гавриила Музическу в 1957 году получила Кишинёвская консерватория (с 1963 года — Государственный институт искусств Молдавской ССР, с 1984 года — Молдавская Государственная консерватория, с 1993 года — Академия музыки имени Г. Музическу).
- В 1959 году в его честь была названа одна из улиц Кишинёва в секторе Боюканы.
- Имя Музическу носят улицы и в Бельцах, Калараше, Фалештах, Флорештах, Рышканах, Страшенах, Измаиле.